# Biblioteca Hector Hodler

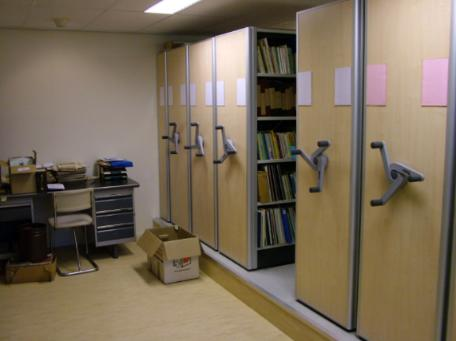
Biblioteca Hector Hodler într-o cameră "Zamenhof", 2006.

Biblioteca Hector Hodler (pe scurt BHH) este una dintre cele mai mari biblioteci de esperanto. Este situată în Rotterdam, la Oficiul Central al UEA și conține aproximativ 30.000 de cărți, plus jurnale, manuscrise, fotografii, screensavere și alte colecții. Un catalog actualizat nu există, dar pe rafturi publicațiile sunt în ordine alfabetică (titluri de carte) sau pe ani (colecții de reviste).

## Istoric

### Perioada din Elveția între 1908-1960
Primul nucleu al bibliotecii a fost o bibliotecă esperanto elvețiană, înființată în decembrie 1908 de către Societatea Elvețiană de Esperanto. A trecut la Hector Hodler în 1912 și în 1920, după moartea sa, la UEA.

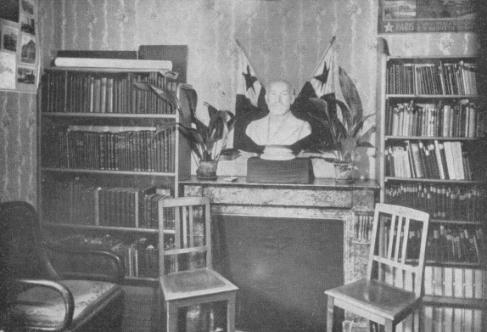
Biblioteca UEA la Geneva, 1923

„Biblioteca UEA” a însoțit Asociația la diverse adrese din Geneva, în 1919 - 1920, dar și la Berna. La schisma în mișcarea esperanto, a existat o dispută dacă să se doneze biblioteca către IEM. Biblioteca a supraviețuit scandalului și războiului în pivnița Palatului Wilson din Geneva, condusă de Hans Jakob.
La fuziunea din 1947 biblioteca a primit numele de „Biblioteca Hector Hodler”.

## Lucrări care au ajutat biblioteca:
La alegere: 
- 1929 : Bibliografia limbii internaționale de Petro Stojan
- 1934 : Enciclopedia esperanto
- 1974 : Esperanto în perspectivă
- Anul 1973 / 1990 de : Limbajul periculos de Ulrich Lins
- Anul 1977 / anul 1982 : Miscarea Americană de Peter Glover Forster
- 2005 : Dar oamenii cu oamenii - de Ziko van Dijk

## Legături externe
- Biblioteca Hector Hodler